# ディック・ハットン

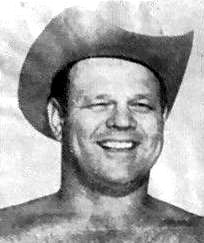
ディック・ハットン

ディック・ハットン（Dick Hutton、1923年10月4日 - 2003年11月24日）は、アメリカ合衆国のプロレスラー。テキサス州アマリロ出身。ニックネームは「野生の男」。身長188cm、体重110kg。

## 来歴
15歳からレスリングを始め、レスリングの名門オクラホマ農業大学で全米大学選手権で1947年、1948年、1950年と3度優勝した。また1948年のロンドンオリンピック代表など数々の名声を得た後、1951年にプロレスラーとしてデビュー。
1957年11月14日、トロントでルー・テーズを得意のコブラツイストで破り第41代NWA世界ヘビー級王者となる。1959年1月9日パット・オコーナーに敗れ王座転落。1966年現役引退。
アマチュア時代からバーン・ガニア（AWA世界王者）のライバルで、ガニアが早くからプロレスで成功しているのを見て自分にもできると思ったという。また、ルー・テーズは寝技では古今東西ハットンに敵う者はいないと述べている。
日本には1962年、日本プロレスの第4回ワールドリーグ戦に来日。力道山とシングルで対戦した際もグラウンドレスリングで翻弄し、カナディアン・バックブリーカーに担ぎ上げられた力道山が恐怖にかられ大声で「まいった、まいった」と連呼したという。

## エピソード
- かつてアメリカのオハイオのプロモーターでシュート好きだったアル・ハフトが、ハットンとカール・ゴッチに興味を持ちこの２人の試合をマッチメークしようとしたが、この事を知ったルー・テーズが急遽ハフトにこの試合を白紙に戻すよう直談判し試合が中止になった事があった。これはルー・テーズが、この２人が対戦したらまともな試合にならず、それどころか互いに重大な怪我を負う可能性が高くあまりに危険過ぎると危惧したからだという。
- 先述のルー・テーズのハットンについての「寝技では古今東西ハットンに敵う者はいない」と語ったインタビューでは、「グラウンドでは古今東西ハットンに敵うレスラーはいない。むろん私も含めてさ。ゴッチ？　立ち技ではハットンより上だが、寝たらとうてい手に負えまい。ハットンこそピュアなシュートといえる」とそのグラウンドの技術の高さを評していた。
- 日本プロレスのワールドリーグ戦に初来日したハットンと初戦シングルで対戦した吉村道明は試合後、「いやあ！強い！クラウザー（カール・ゴッチ）より強い！」とコメントしていた。

## 得意技
- コブラツイスト
- カナディアン・バックブリーカー

## 獲得タイトル
NWA
- NWA世界ヘビー級王座

メープルリーフ・レスリング
- NWAカナディアン・オープン・タッグ王座

NWAウエスタンスポーツ
- NWA北米タッグ王座

その他
- オハイオ・ヘビー級王座